# Sebastián Alberto Battaglia
Sebastián Alberto Battaglia (Santa Fe, Provincia de Santa Fe, Argentina, 18 de junio de 1987) es un exfutbolista argentino. Juega en la liga santafesina como hobby en el club Sportivo Guadalupe.

## Biografía
Nació en Santa Fe el 18 de junio de 1987, es primo segundo de Sebastián Battaglia, el histórico ex-mediocampista de Boca Juniors, y entre sus casas sólo había 30 cuadras de distancia. Lo sorprendente es que no se conocían entre ellos hasta verse en Boca, una increíble coincidencia. Realizó las divisiones inferiores en Boca Juniors, pero antes de hacer el debut oficial fue cedido. Volvió para debutar y jugar con Boca Juniors en el Torneo Pentagonal de Verano 2009, jugando 75 minutos. Luego, el 12 de abril de 2009 jugó y debutó oficialmente en el partido contra Estudiantes de la Plata por el Torneo Clausura, perdiendo 1 a 0.

## Clubes
| Club                     | País      | Año       |
| ------------------------ | --------- | --------- |
| Unión Atlético Maracaibo | Venezuela | 2008      |
| Boca Juniors             | Argentina | 2008-2009 |
| Quilmes                  | Argentina | 2010      |
| Atlético Tucumán         | Argentina | 2010-2011 |
| Platense                 | Argentina | 2012      |
| Ben Hur                  | Argentina | 2013      |
| Boyacá Chicó             | Colombia  | 2014      |
| Guaraní Antonio Franco   | Argentina | 2015      |
| Club Deportivo Mitre     | Argentina | 2016-2017 |